# لوكهيد إكس بي-30
لوكهيد إكس بي-30 (XB-30، وتسميها الشركة طراز أل-249) كان تصميم طائرة قاذفة قنابل ثقيلة من شركة لوكهيد تقدمت به إلى سلاح الجو الأميريكي التي أدى إلى صنع طائرة بوينغ بي-29 سوبرفورترس و دوغلاس أكس بي-31 و كونسوليدايتد بي-32 دومينايتور.

## المواصفات
الخصائص العامة
- طول: 38 قدم 1 بوصة (11.6 م)
- باع الجناح: 9 قدم 10 بوصة (3 م)
- ارتفاع: 6 قدم 11 بوصة (2.1 م)
- الوزن الإجمالي: 7,937 رطل (3,600 كـغ)
- محركات: 1 × Marquardt XRJ43-MA محرك نفاث تضاغطي (Sustainer)
- محركات: 2 × Thiokol XM45 (5KS50000) صاروخ ذو وقود صلبs, 50,000 رطلق (222 كـن) thrust  الواحد for 5s (Boosters)

أداء
- السرعة القصوى: Mach 4.3
- مدى: 113 nmi؛ 130 ميل (210 كـم)
- سقف الخدمة: 98,000 قدم (30,000 م)

## وصلات خارجية
- القوات الجوية الأمريكية المتحف - الموارد الخارجة عن الميزانية-30 النشرة